# Ville de Fairfield
La ville de Fairfield (en anglais : City of Fairfield) est une zone d'administration locale de l'agglomération de Sydney, située dans l'État de Nouvelle-Galles du Sud, en Australie.

## Géographie
La ville s'étend sur 102 km2 dans l'ouest de l'agglomération de Sydney. Son siège se situe à Wakeley.

### Zones limitrophes

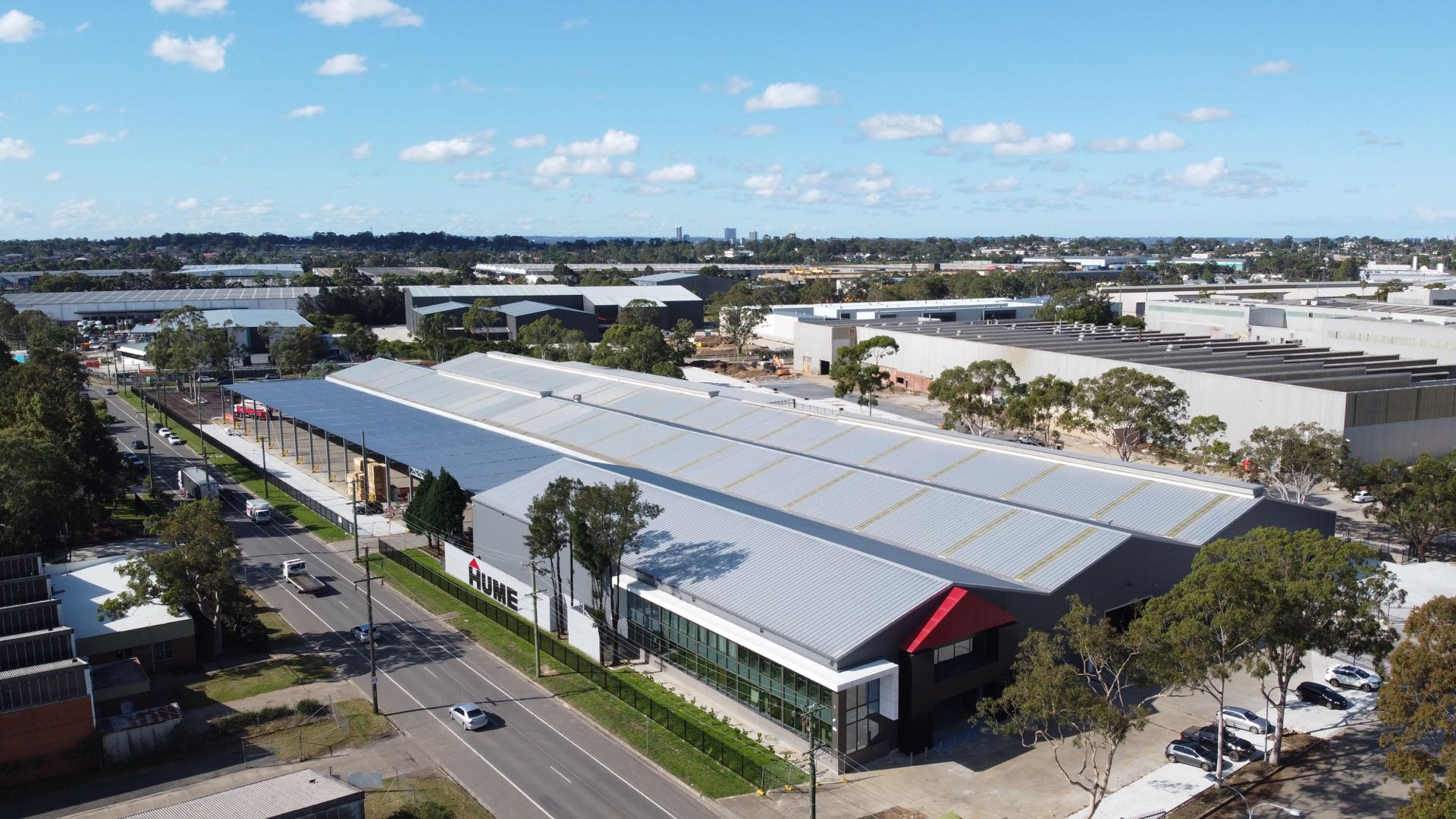
Zone industrielle de Yennora, montrant Pine Road et les entrepôts Hume Building Products

### Quartiers
| - Abbotsbury - Bonnyrigg - Bonnyrigg Heights - Bossley Park - Cabramatta - Cabramatta West - Canley Heights - Canley Vale - Carramar - Cecil Park - Edensor Park - Fairfield - Fairfield East - Fairfield Heights | - Fairfield West - Greenfield Park - Horsley Park - Lansvale - Mount Pritchard - Old Guildford - Prairiewood - Smithfield - St Johns Park - Villawood - Wakeley - Wetherill Park - Yennora |

## Histoire
Le site actuel de Fairfield était occupé par les peuples aborigènes Cabrogal-Gundungurra depuis plus de 30 000 ans.
Le 8 décembre 1888, le district municipal de Smithfield and Fairfield est créé et devient une municipalité en 1906. Le 26 octobre 1920, son nom est changé en municipalité de Fairfield afin de reconnaître le déplacement du centre de la municipalité à Fairfield. Le 1er janvier 1949, l'ancienne municipalité de Cabramatta and Canley Vale est rattachée à celle de Fairfield.

## Démographie
La population s'élevait à 187 766 habitants en 2011 et à 198 817 habitants en 2016.

## Politique et administration
La zone comprend deux subdivisions, les wards de Fairfield/Cabravale et de Parks. Le conseil municipal comprend le maire et douze membres élus, à raison de six par ward, pour quatre ans. À la suite des élections du 4 décembre 2021, dix sièges sont occupés par des indépendants (dont le maire) et trois par des travaillistes.

### Liste des maires
| Période                                  | Période  | Identité      | Étiquette                     | Qualité |
| ---------------------------------------- | -------- | ------------- | ----------------------------- | ------- |
| Les données manquantes sont à compléter. |          |               |                               |         |
| 2002                                     | 2012     | Nick Lalich   | Travailliste                  |         |
| 21 mars 2012                             | En cours | Frank Carbone | Travailliste puis indépendant |         |